# Theodor Hagen (kompositör)
Theodor Hagen, född den 15 april 1823 i Hamburg, död den 21 december 1871 i New York, var en tysk musiker och skriftställare. 

## Biografi
Theodor Hagen föddes 15 april 1823 i Hamburg. Komprometterad i revolutionen 1848, levde han i Schweiz, London och från 1854 i New York, som musiklärare, kritiker och redaktör av New York weekly review. Han utgav sånger, pianosaker samt skrifterna Civilisation und Musik (1845) och Musikalische Novellen (1848). Han avled 21 december 1871 i New York.